# Persil

Logo de Persil.

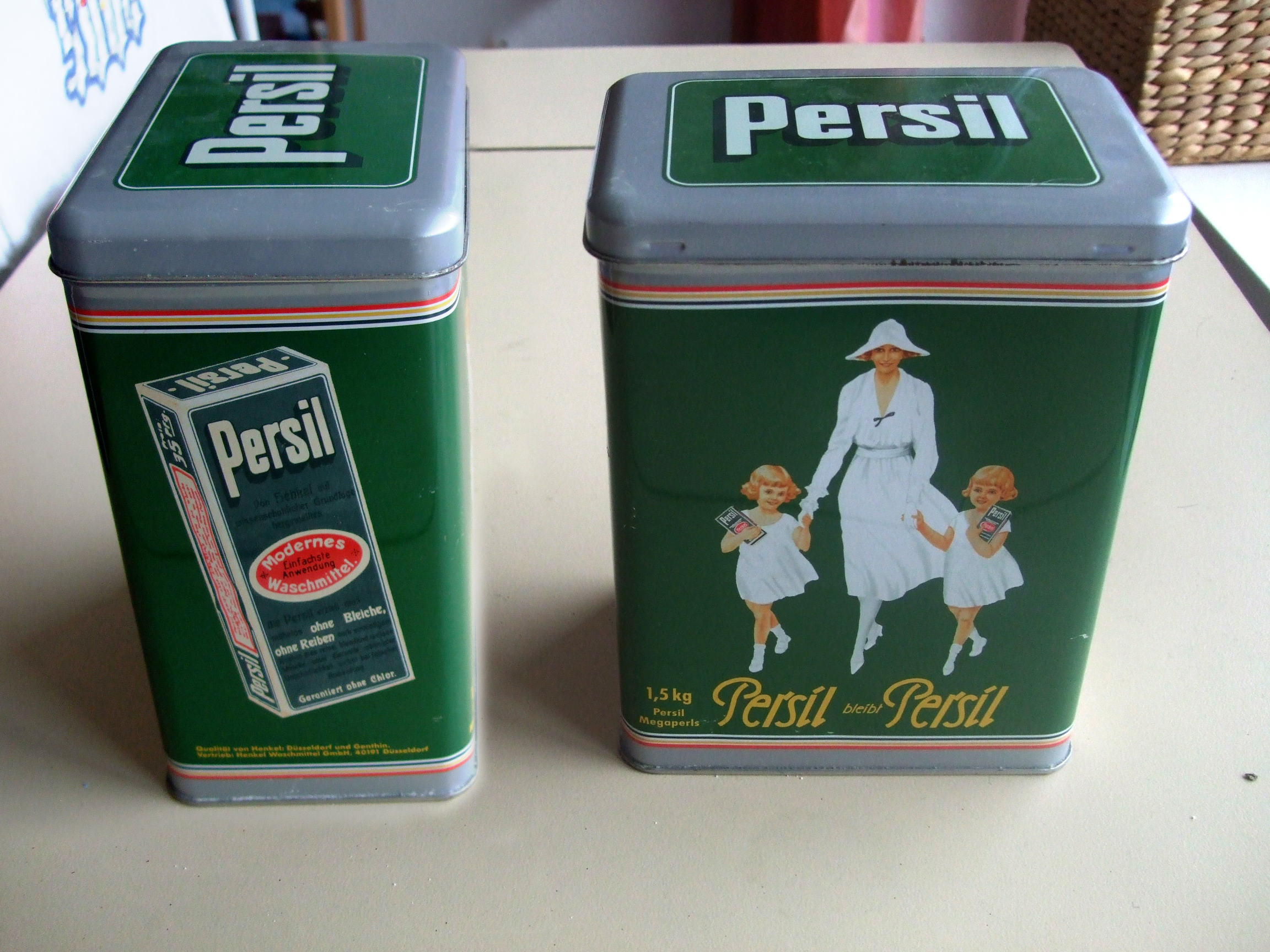
Dos envases de Persil.

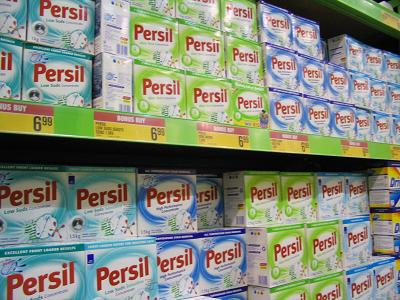
Productos de Persil en el supermercado.

Persil es una marca de detergente de la multinacional alemana Henkel que comercializa en Alemania, México, Estados Unidos, España, Portugal y en los Países Bajos después de adquirir los derechos de Unilever en 1919. Reino Unido es el único país donde Unilever comercializa el detergente en dos formatos, que denomina biológico y no-biológico, indicándose que este último es más suave para la piel.
La empresa alemana Henkel inventó en 1907 un polvo para lavar que comercializó bajo la marca Persil. El nombre proviene de dos de los ingredientes originales: perborato y silicato, pero es poco conocido en los mercados internacionales, dado que es difícil de pronunciar en hindi y recuerda a una popular planta en francés.
En Francia, Jules Ronchetti, había lanzado una marca de jabón con el mismo nombre, Le Persil en 1906. Durante la Primera Guerra Mundial, la empresa Pechiney, distribuidor en Francia de la lejía Henkel firmó un acuerdo con Ronchetti para vender detergentes bajo la marca Persil.
Esto dio lugar a una batalla jurídica que terminó en 1927 con un acuerdo para reservar el uso de la marca a la empresa inglesa Lever Brothers, en la actualidad Unilever (que había adquirido la empresa de Jules Ronchetti), en Francia y Gran Bretaña y a la alemana Henkel en el resto del mundo.

## Otros países
En España se comercializó con el nombre Dixán.